# Camins de Ferro del Nord-est d'Espanya
Camins de Ferro del Nord-est d'Espanya o Caminos de Hierro del Nordeste de España (NEE) va ser una companyia de ferrocarrils constructora i explotadora de la línia d'ample mètric entre Barcelona i Martorell. Posteriorment fou absorbida per la Companyia General dels Ferrocarrils Catalans, juntament amb el Ferrocarril Central Català (entre Martorell i Igualada) i el Tramvia o Ferrocarril Econòmic de Manresa a Berga (entre Manresa, Berga i Guardiola de Berguedà), cosa que va crear l'embrió de l'actual línia Llobregat-Anoia dels Ferrocarrils de la Generalitat de Catalunya.